# Marc Isambard Brunel
Sir Marc Isambard Brunel (25. dubna 1769, Hacqueville, Normandie – 12. prosince 1849, Londýn) byl francouzsko-britský inženýr, člen Královské společnosti, architekt a vynálezce. V roce 1818 vynalezl razicí štít, čímž ulehčil stavbu podzemních tunelů. Ten si nechal společně s Thomasem Cochranem patentovat. Byl hlavním inženýrem při stavbě prvního tunelu pod řekou Temží. Byl otcem slavného konstruktéra lodí a lokomotiv I. K. Brunela.